# Judo na Letních olympijských hrách 2016 – ženy – těžká váha
Zápasy v judu na Letních olympijských hrách v Riu v kategorii těžkých vah žen proběhly v hale Carioca Arena 2 v přilehlé části Ria de Janeira v Barra da Tijuca 12. srpna 2016.

## Finále
| finále           |                  |
| ---------------- | ---------------- |
| Emilie Andéolová | Emilie Andéolová |
| Idalis Ortízová  | Emilie Andéolová |

## Opravy / O bronz
Poražení čtvrtfinalisté se utkávají mezi sebou v opravách. Vítězové oprav následně vyzvou poražené semifinalisty v boji o bronzovou medaili.
| opravy                    | o bronz         |                 |
| ------------------------- | --------------- | --------------- |
| Kayra Sayitová            | Kayra Sayitová  | Kanae Jamabeová |
| Nihel Cheikhová Rouhouová | Kayra Sayitová  | Kanae Jamabeová |
|                           | Kanae Jamabeová | Kanae Jamabeová |
| Kim Min-čong              | Kim Min-čong    | Jü Sung         |
| Tessie Savelkoulsová      | Kim Min-čong    | Jü Sung         |
|                           | Jü Sung         | Jü Sung         |

## Pavouk
|   | 1/32              | 1/16                      | čtvrtfinále               | semifinále       | finále           |
| - | ----------------- | ------------------------- | ------------------------- | ---------------- | ---------------- |
| A | volný los         | Jü Sung                   | Jü Sung                   | Jü Sung          | Emilie Andéolová |
| A | volný los         | Jü Sung                   | Jü Sung                   | Jü Sung          | Emilie Andéolová |
| A | volný los         | Sonia Asselahová          | Jü Sung                   | Jü Sung          | Emilie Andéolová |
| A | volný los         | Sonia Asselahová          | Jü Sung                   | Jü Sung          | Emilie Andéolová |
| A | volný los         | Kayra Sayitová            | Kayra Sayitová            | Jü Sung          | Emilie Andéolová |
| A | volný los         | Kayra Sayitová            | Kayra Sayitová            | Jü Sung          | Emilie Andéolová |
| A | volný los         | Melissa Mojicaová         | Kayra Sayitová            | Jü Sung          | Emilie Andéolová |
| A | volný los         | Melissa Mojicaová         | Kayra Sayitová            | Jü Sung          | Emilie Andéolová |
| B | volný los         | Emilie Andéolová          | Emilie Andéolová          | Emilie Andéolová | Emilie Andéolová |
| B | volný los         | Emilie Andéolová          | Emilie Andéolová          | Emilie Andéolová | Emilie Andéolová |
| B | volný los         | Vanessa Zambottiová       | Emilie Andéolová          | Emilie Andéolová | Emilie Andéolová |
| B | volný los         | Vanessa Zambottiová       | Emilie Andéolová          | Emilie Andéolová | Emilie Andéolová |
| B | volný los         | Nihel Cheikhová Rouhouová | Nihel Cheikhová Rouhouová | Emilie Andéolová | Emilie Andéolová |
| B | volný los         | Nihel Cheikhová Rouhouová | Nihel Cheikhová Rouhouová | Emilie Andéolová | Emilie Andéolová |
| B | volný los         | Larisa Cerićová           | Nihel Cheikhová Rouhouová | Emilie Andéolová | Emilie Andéolová |
| B | volný los         | Larisa Cerićová           | Nihel Cheikhová Rouhouová | Emilie Andéolová | Emilie Andéolová |
| C | volný los         | Idalis Ortízová           | Idalis Ortízová           | Idalis Ortízová  | Idalis Ortízová  |
| C | volný los         | Idalis Ortízová           | Idalis Ortízová           | Idalis Ortízová  | Idalis Ortízová  |
| C | Xenija Čibisovová | Xenija Čibisovová         | Idalis Ortízová           | Idalis Ortízová  | Idalis Ortízová  |
| C | Jasmin Külbsová   | Xenija Čibisovová         | Idalis Ortízová           | Idalis Ortízová  | Idalis Ortízová  |
| C | volný los         | Kim Min-čong              | Kim Min-čong              | Idalis Ortízová  | Idalis Ortízová  |
| C | volný los         | Kim Min-čong              | Kim Min-čong              | Idalis Ortízová  | Idalis Ortízová  |
| C | volný los         | Suelen Althemanová        | Kim Min-čong              | Idalis Ortízová  | Idalis Ortízová  |
| C | volný los         | Suelen Althemanová        | Kim Min-čong              | Idalis Ortízová  | Idalis Ortízová  |
| D | volný los         | Kanae Jamabeová           | Kanae Jamabeová           | Kanae Jamabeová  | Idalis Ortízová  |
| D | volný los         | Kanae Jamabeová           | Kanae Jamabeová           | Kanae Jamabeová  | Idalis Ortízová  |
| D | volný los         | Santa Pakenytėová         | Kanae Jamabeová           | Kanae Jamabeová  | Idalis Ortízová  |
| D | volný los         | Santa Pakenytėová         | Kanae Jamabeová           | Kanae Jamabeová  | Idalis Ortízová  |
| D | volný los         | Svitlana Jaromková        | Tessie Savelkoulsová      | Kanae Jamabeová  | Idalis Ortízová  |
| D | volný los         | Svitlana Jaromková        | Tessie Savelkoulsová      | Kanae Jamabeová  | Idalis Ortízová  |
| D | volný los         | Tessie Savelkoulsová      | Tessie Savelkoulsová      | Kanae Jamabeová  | Idalis Ortízová  |
| D | volný los         | Tessie Savelkoulsová      | Tessie Savelkoulsová      | Kanae Jamabeová  | Idalis Ortízová  |